# Geminispora derridis
Geminispora derridis är en svampart som först beskrevs av Syd. & P. Syd., och fick sitt nu gällande namn av P.F. Cannon 1991. Geminispora derridis ingår i släktet Geminispora och familjen Phyllachoraceae.   Inga underarter finns listade i Catalogue of Life.